# 热图利纳
热图利纳是巴西圣保罗州的一个市镇。总面积675.428平方公里，总人口10554人，人口密度15.6人/平方公里。